# Synophis plectovertebralis
Synophis plectovertebralis är en ormart som beskrevs av Sheil och Grant 200. Synophis plectovertebralis ingår i släktet Synophis och familjen snokar. Inga underarter finns listade i Catalogue of Life.
Denna orm är endast känd från en liten region i bergstrakten Västkordiljäran i Colombia. Den hittades vid cirka 1800 meter över havet. Individerna lever i molnskogar. De gömmer sig i lövskiktet och bland förruttnande växter. Honor lägger antagligen ägg.
Synophis plectovertebralis hotas av betesdjur som skadar skogen och som förstör lövskiktet. Fram till 2013 var endast två individer dokumenterade. IUCN listar arten som akut hotad (CR).